# The Actor (bài hát)
"The Actor" là đĩa đơn của ban nhạc soft rock đến từ Đan Mạch Michael Learns to Rock, trích từ album đầu tiên của họ, Michael Learns to Rock phát hành năm 1991. Ban nhạc đã thể hiện ca khúc này trong các chuyến lưu diễn châu Á của họ.

## Danh sách bài hát
| MLTR - Greatest Hits | MLTR - Greatest Hits | MLTR - Greatest Hits |
| STT                  | Nhan đề              | Thời lượng           |
| -------------------- | -------------------- | -------------------- |
| 1.                   | "The Actor"          | 4.09                 |

## Xếp hạng
"The Actor" đã thành công trên các Bảng xếp hạng ở các nước châu Âu. Ca khúc đã đạt vị trí #1 trên Bảng xếp hạng VG-lista của Na Uy. Nó cũng đã có được một vị trí trên bảng xếp hạng Sverigetopplistan và Swiss Music Charts.
| Bảng xếp hạng (1991)                      | Vị trí cao nhất |
| ----------------------------------------- | --------------- |
| Bảng xếp hạng đĩa đơn Na Uy               | 1               |
| Bảng xếp hạng Sverigetopplistan Thụy Điển | 7               |
| Swiss Music Charts                        | 32              |